# صداع عنقي المنشأ
الصداع عنقي المنشأ هو نوع من الصداع يتميز بألم شقيقي مزمن مُحَوَّل إلى الرأس إما من الفقرات العنقية أو من الأنسجة الرخوة الموجودة في العنق.